# عربة موجهة آليا

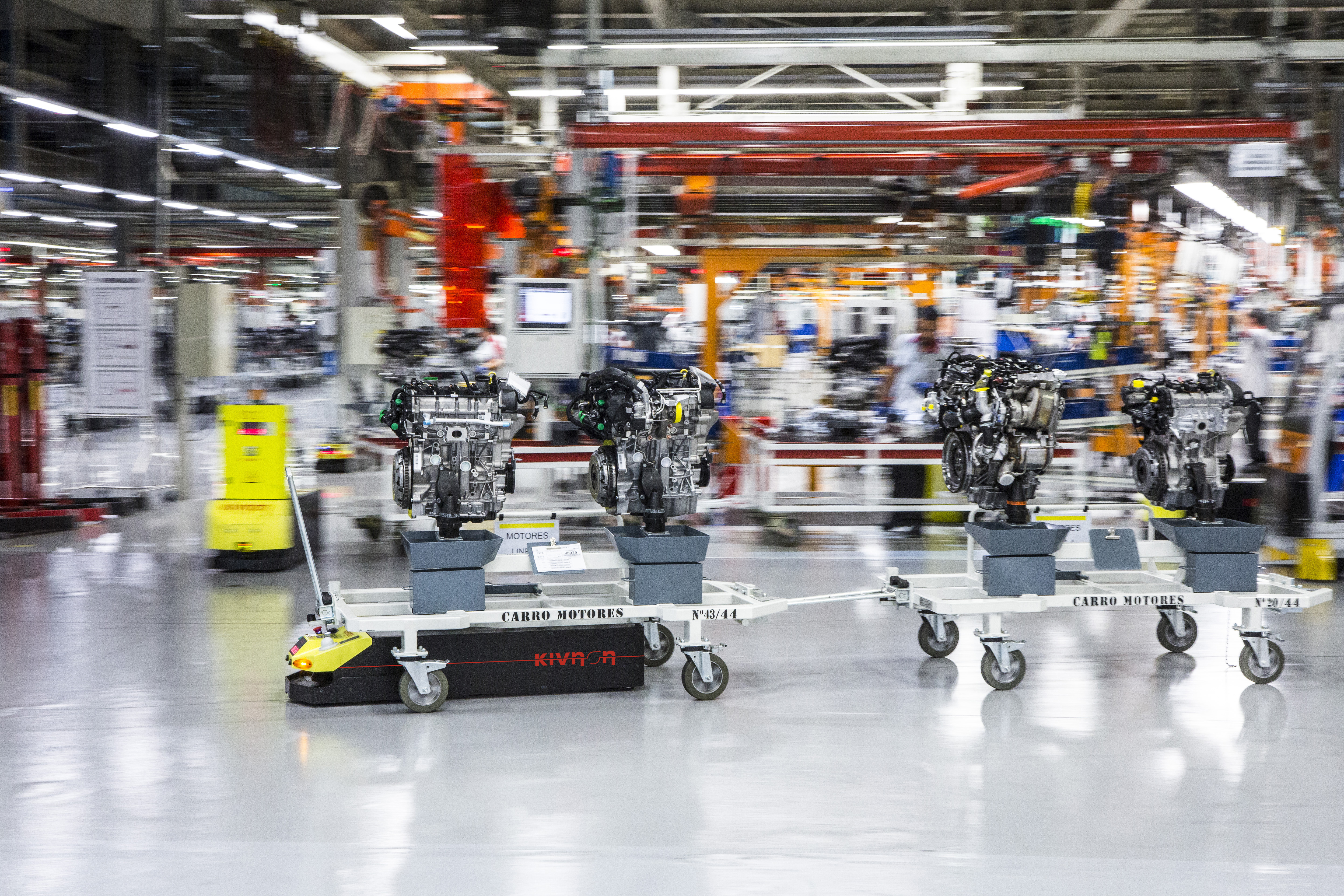
عربة موجهة آليا

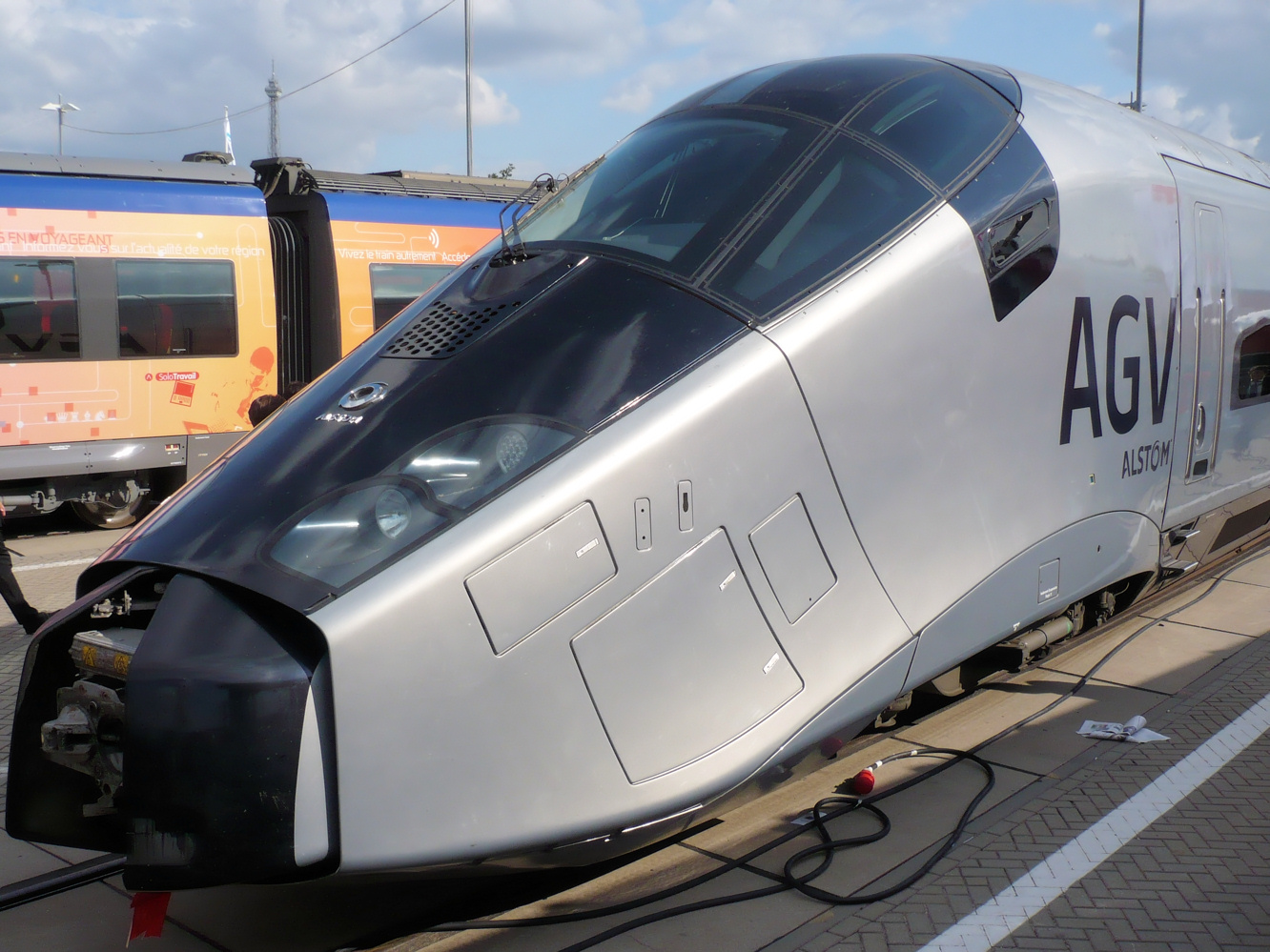
AGV قد تكون كبيرة الحجم وتنتقل لمسافات بعيدة.

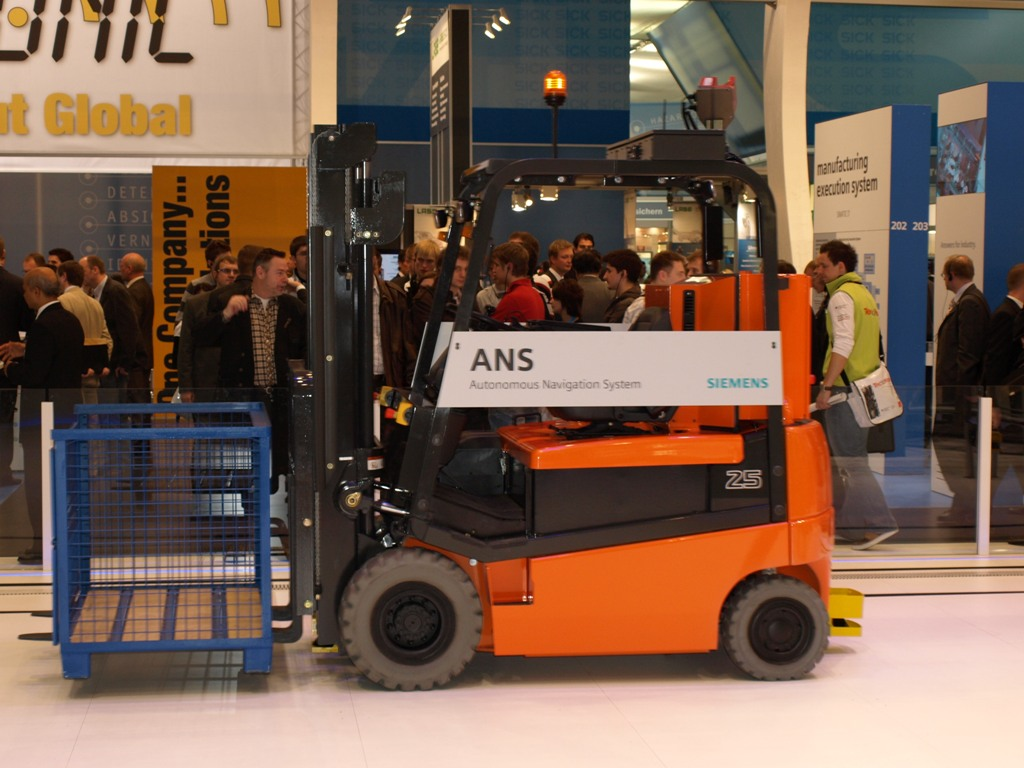
AGV قد يتم التحكم بها بشكل آلي أو يدوي.

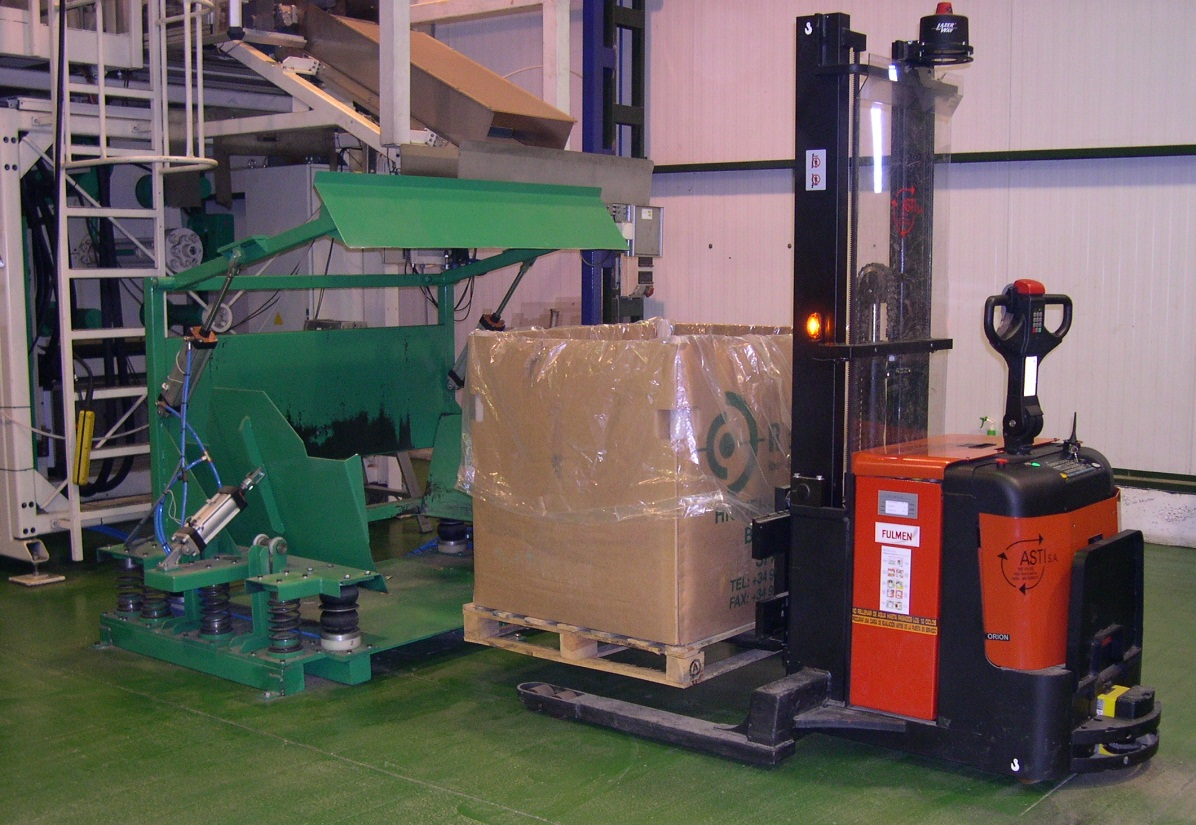
AGVs قد يتم برمجتها لتنفّذ العديد من المهام المختلفة.

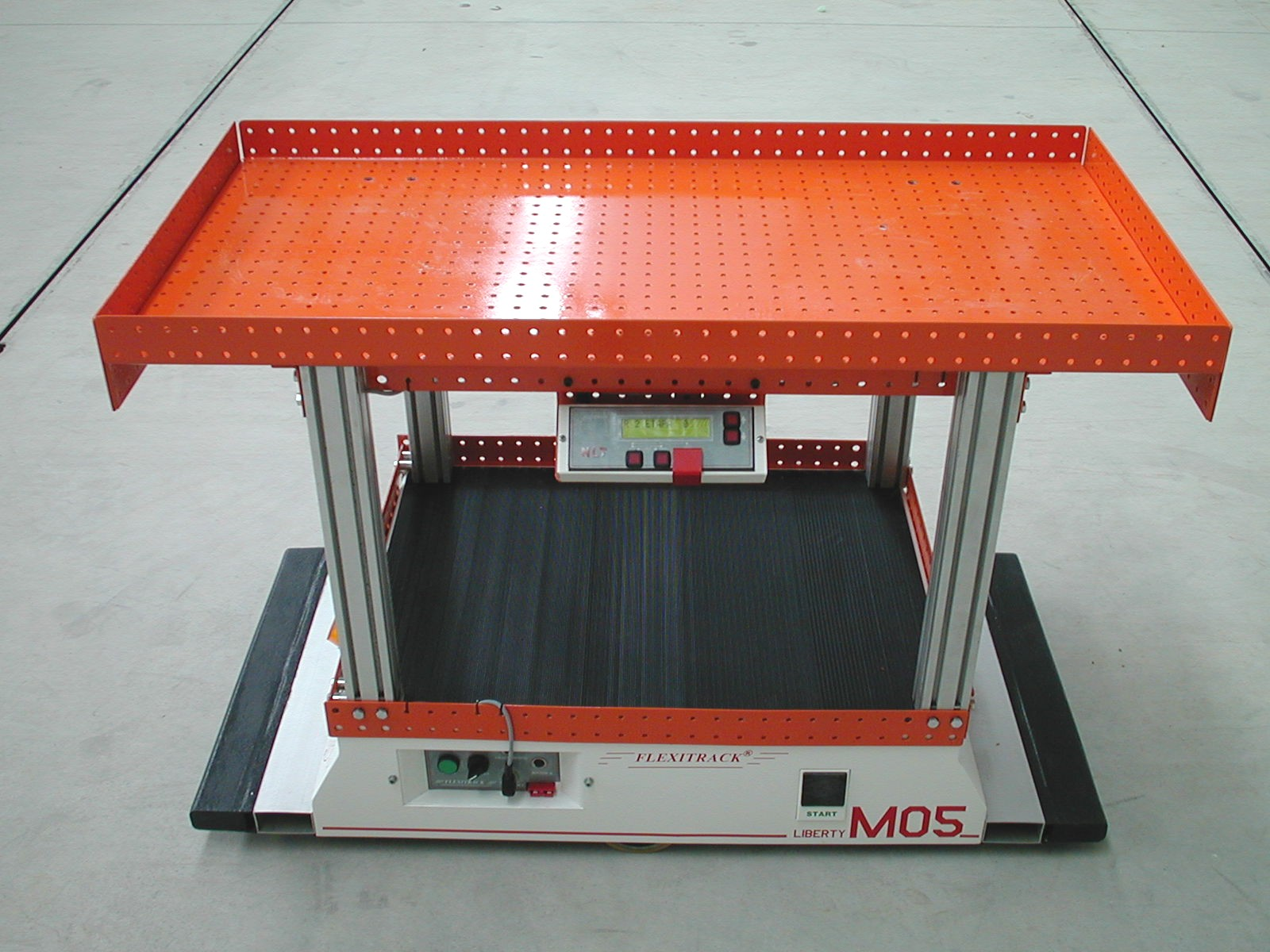
AGV لحمل المتفجرات.

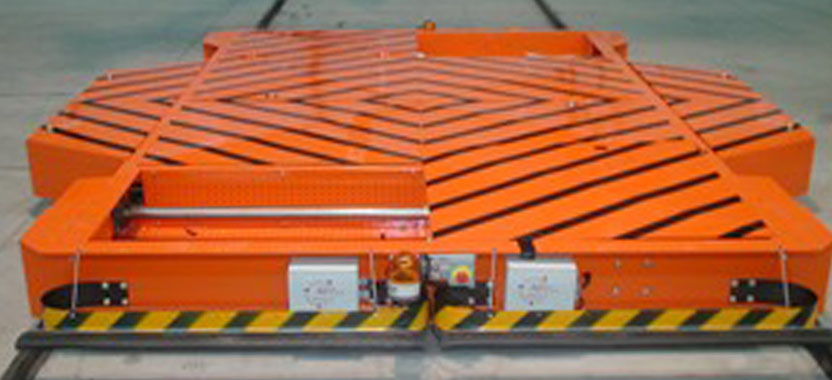
AGV مسطحة وقادرة على حمل أوزان ثقيلة.

العربة الموجّهة آلياً أو العربة التي يتم قيادتها بشكل أوتوماتيكي وتسمى اختصارا بـ AGV ، عبارة عن ربوت متحرّك يتتبّع علامات أو أسلاك موجودة على الأرض، أو يستعمل أساليب متطورة لتحديد حركته كالرؤية من خلال الكميرات المركبة عليه أو باستعمال أجهزة الليزر لتحديد المسافات التي تفصله عما يحيط به .
غالبا ما تستخدم هذه العربات في التطبيقات الصناعية لنقل المواد ضمن المنشآت الصناعية أو ضمن المستودعات. توسعت تطبيقات العربة الموجّهة آلياً خلال أواخر القرن العشرين.